# Biserica „Intrarea în Biserică” din Viorești

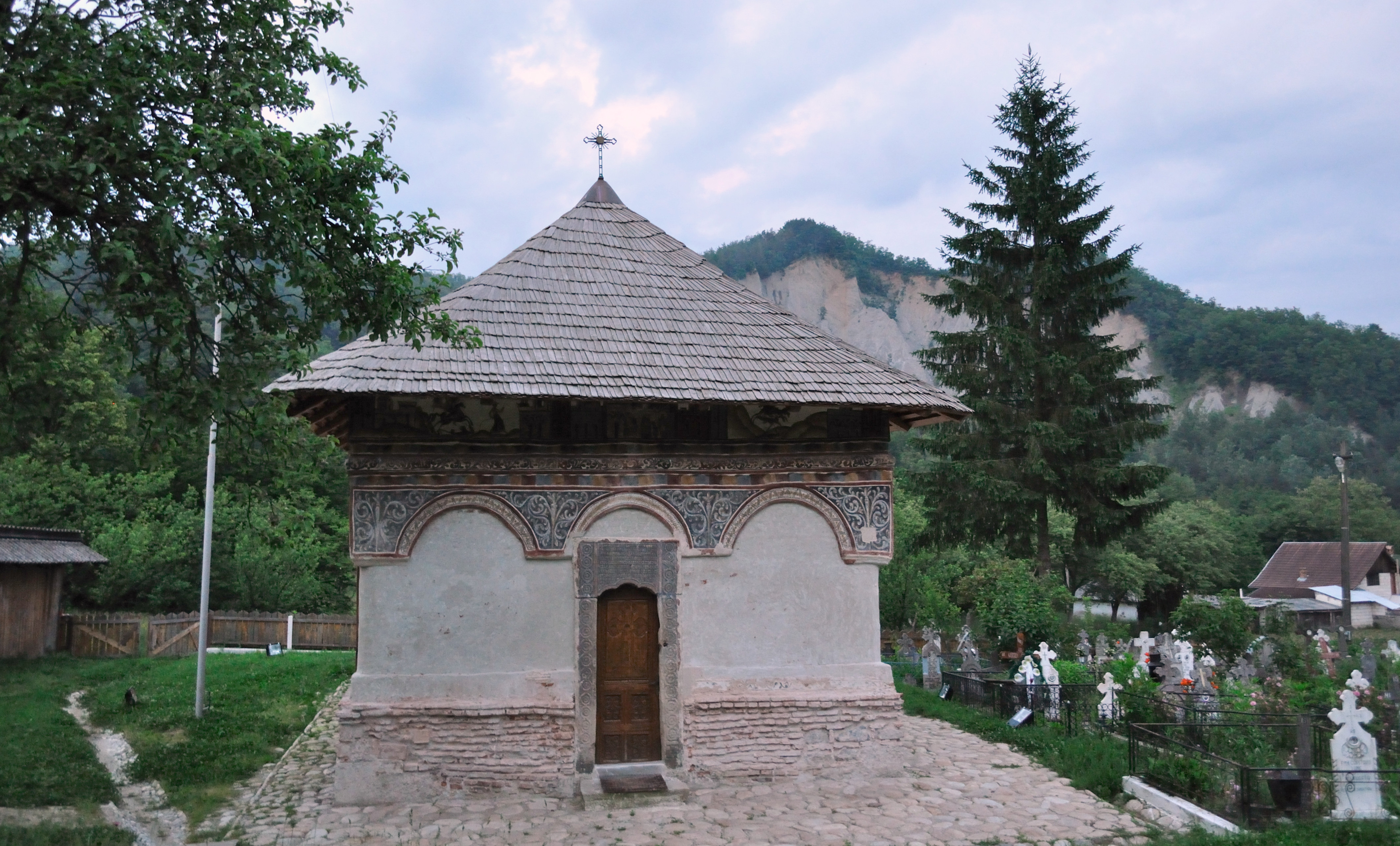
Biserica de zid cu hramul „Intrarea în Biserică” din Gorunești, județul Vâlcea, foto: iunie 2010.

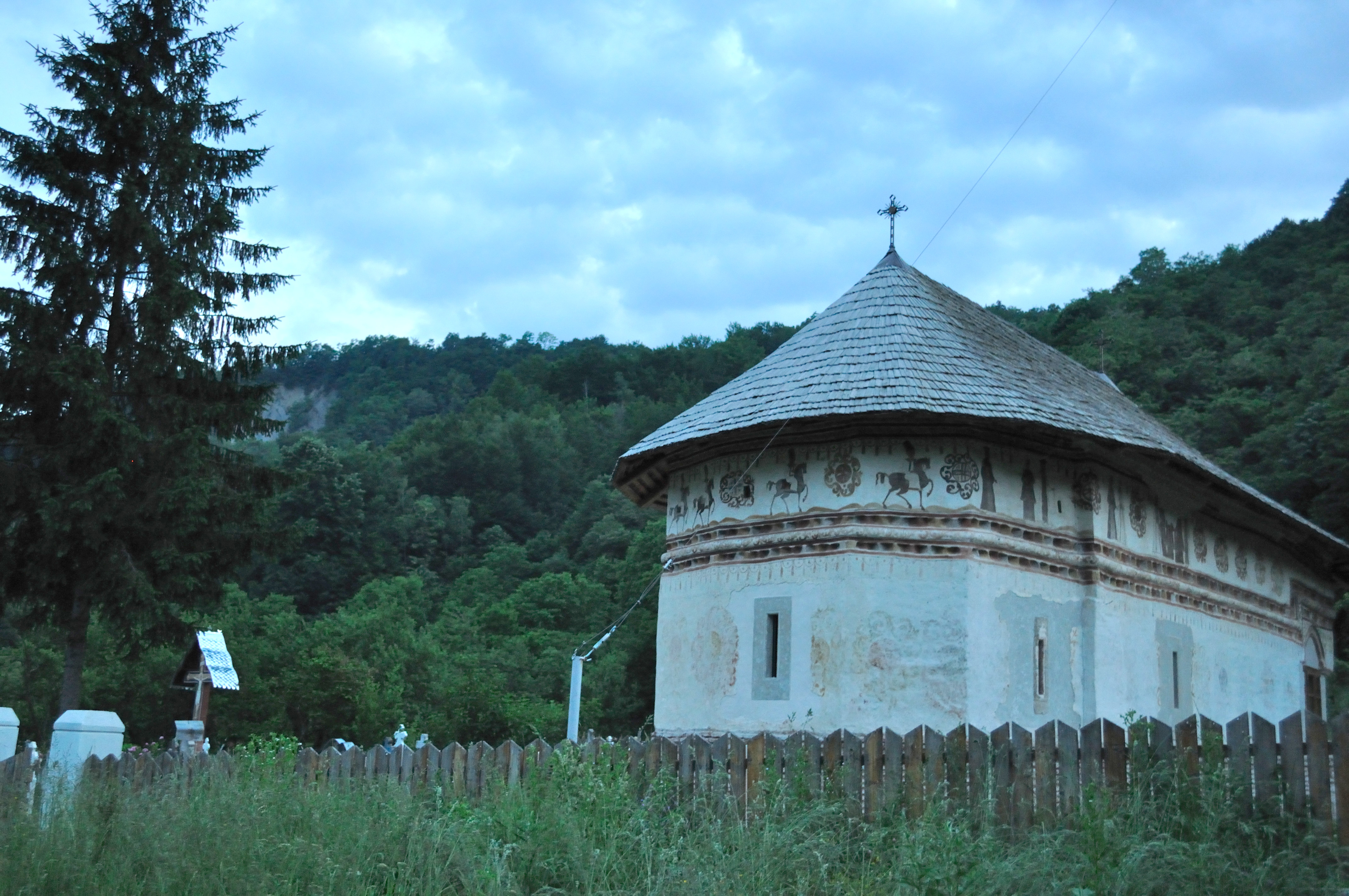
Biserica (nord-est)

Biserica de zid din Viorești, cu hramul Intrarea în Biserică a Maicii Domnului, se află în cătunul Viorești din localitatea Gorunești, comuna Slătioara, județul Vâlcea. Edificiul a fost construit în 1781. Biserica se află pe Lista monumentelor istorice 2010 la nr. 459, cod LMI:  VL-II-m-A-09774.

## Istoric și trăsături
Biserica a fost construită din cărămidă și piatră în anul 1781. Are formă de navă, fără turlă, cu un pridvor inițial deschis, format din coloane, amintind de arhitectura brâncovenească, atât de pregnantă în Țara Românească. Ctitorii lăcașului de cult au fost vătaful Ion Urșanu și soția sa, Andreica. Zugrăveala exterioară se datorează vătafului Constantin, care a comandat-o la 1807. În 1895 biserica a fost reparată, suferind o serie de modificări. Pridvorul i-a fost închis, ferestrele mărite, iar deasupra s-a montat o turlă de lemn, care în prezent nu mai există.
Mai este cunoscută și ca „biserica cu potecași”, deoarece în exterior, în partea superioară, se găsește o friză pictată sub streașină, care reprezintă grupuri de potecași. Potecașii erau formațiuni paramilitare conduse de vătafii de plai, având ca misiune combaterea lotrilor, adică a bandiților de codru.

## Imagini exterioare

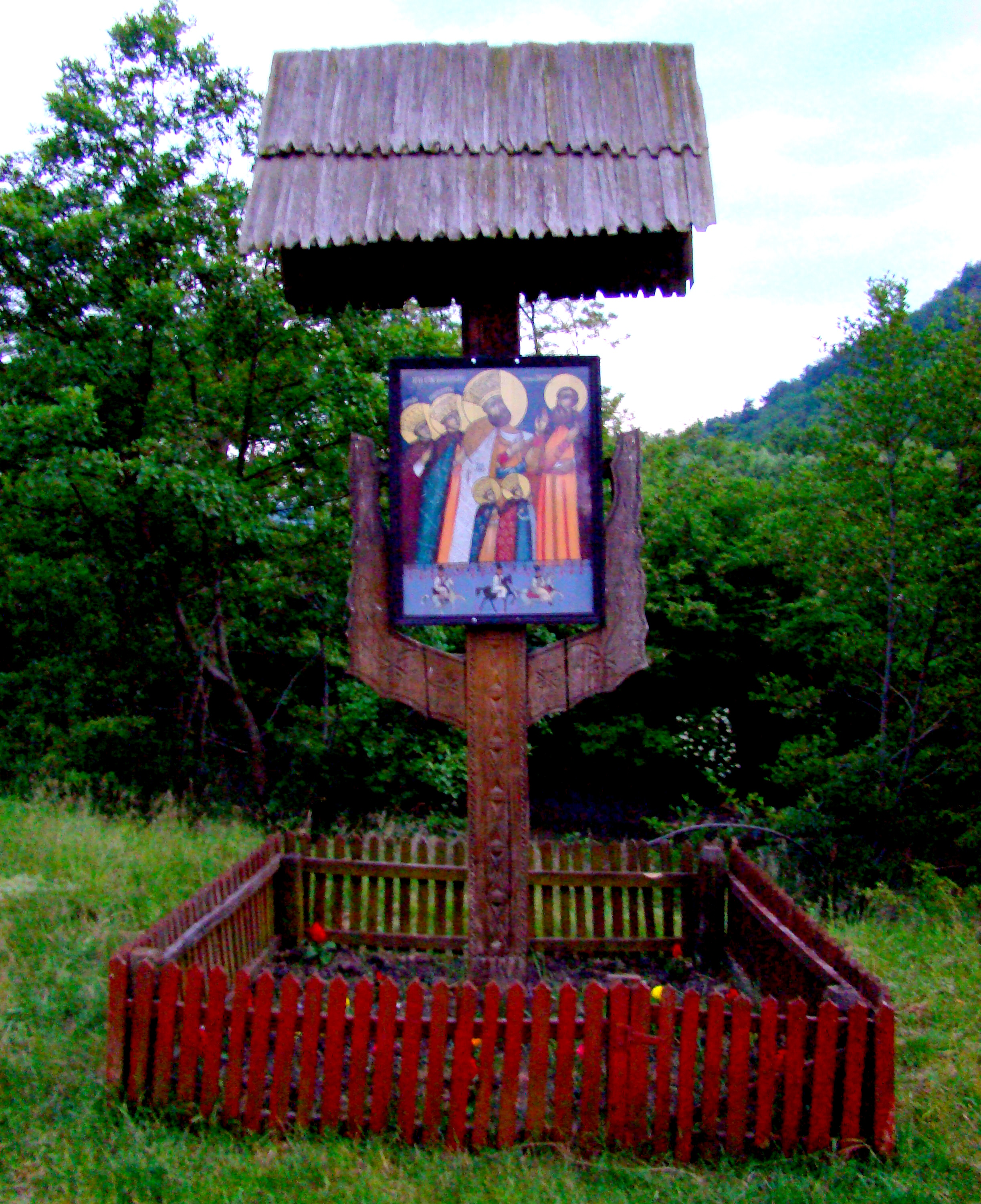
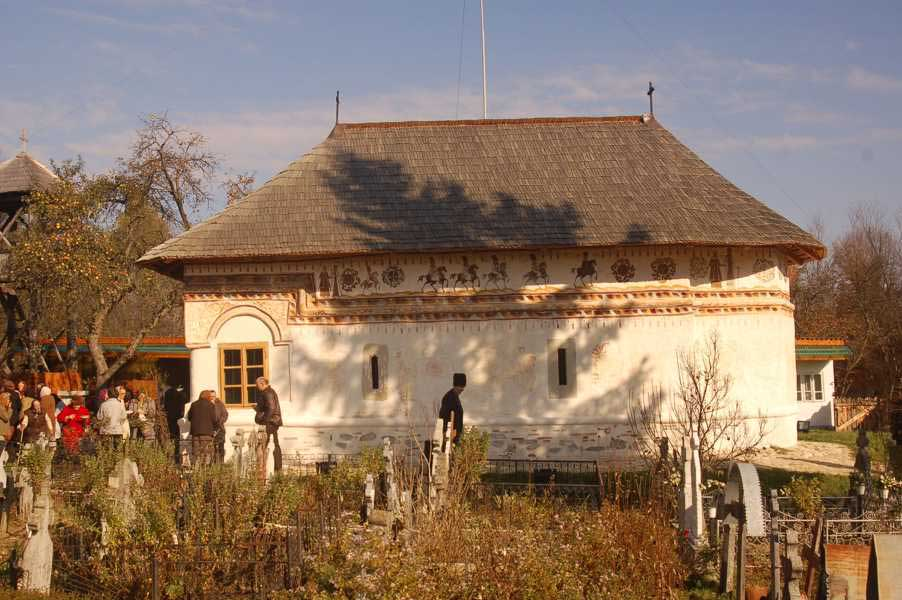
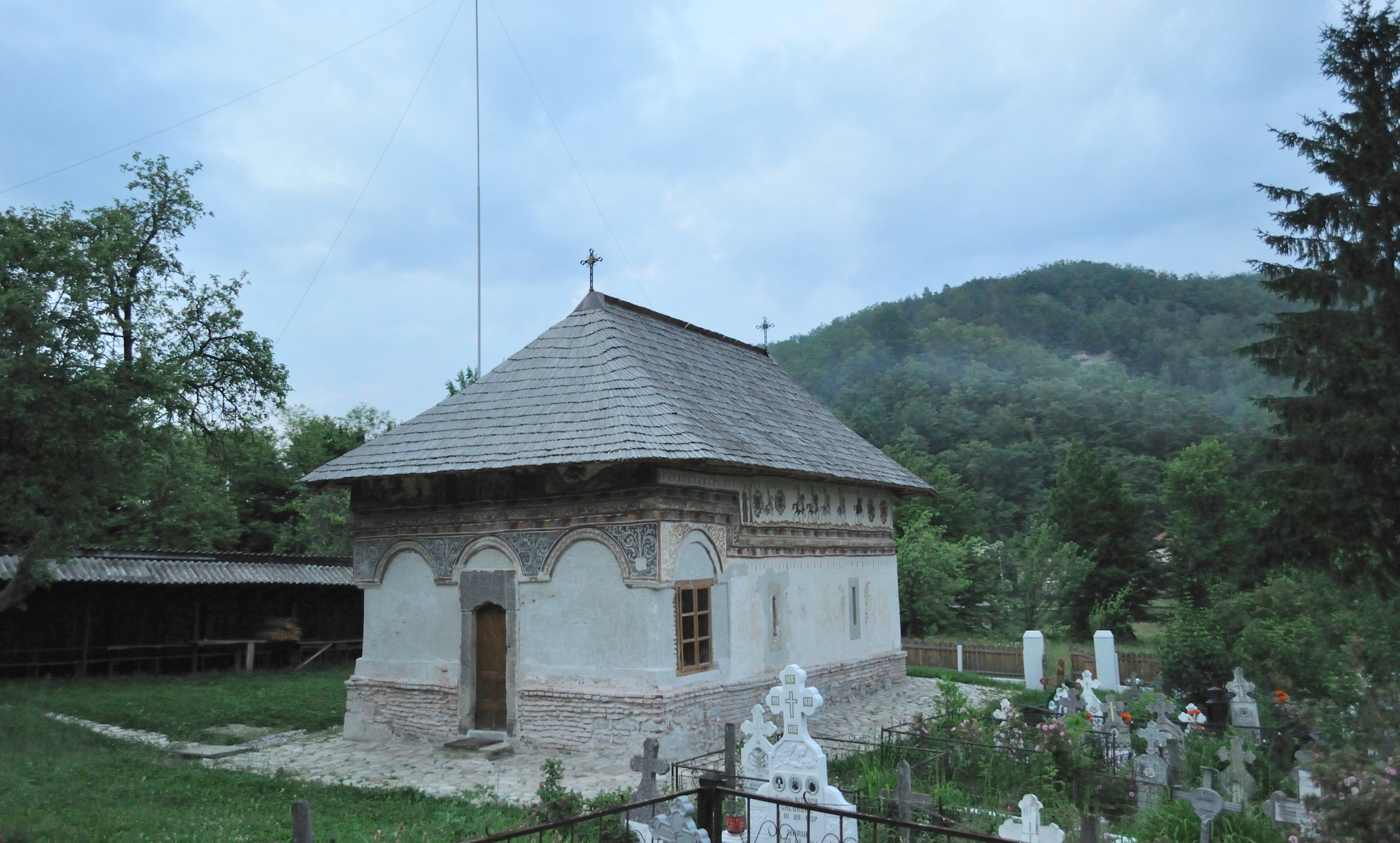
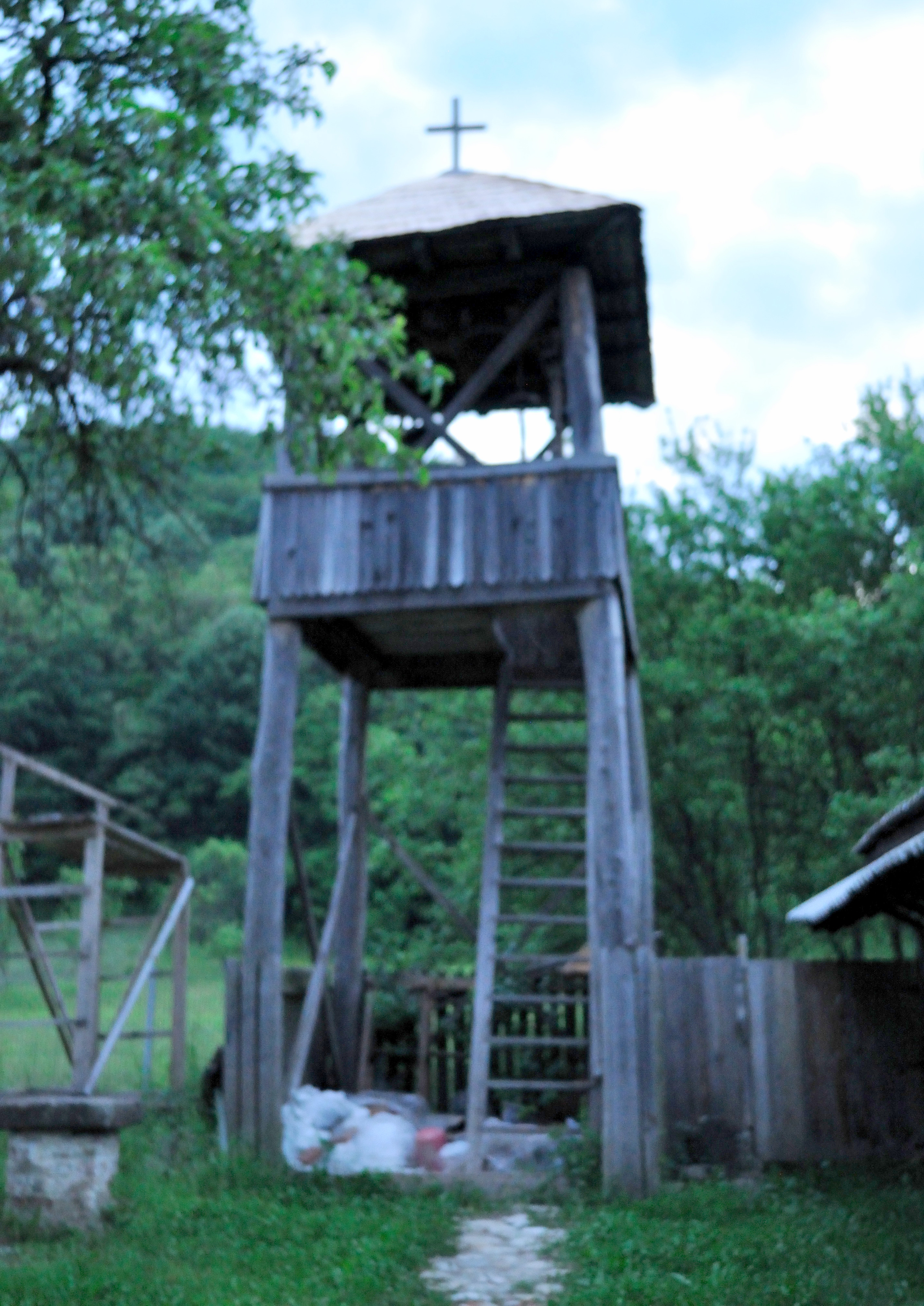
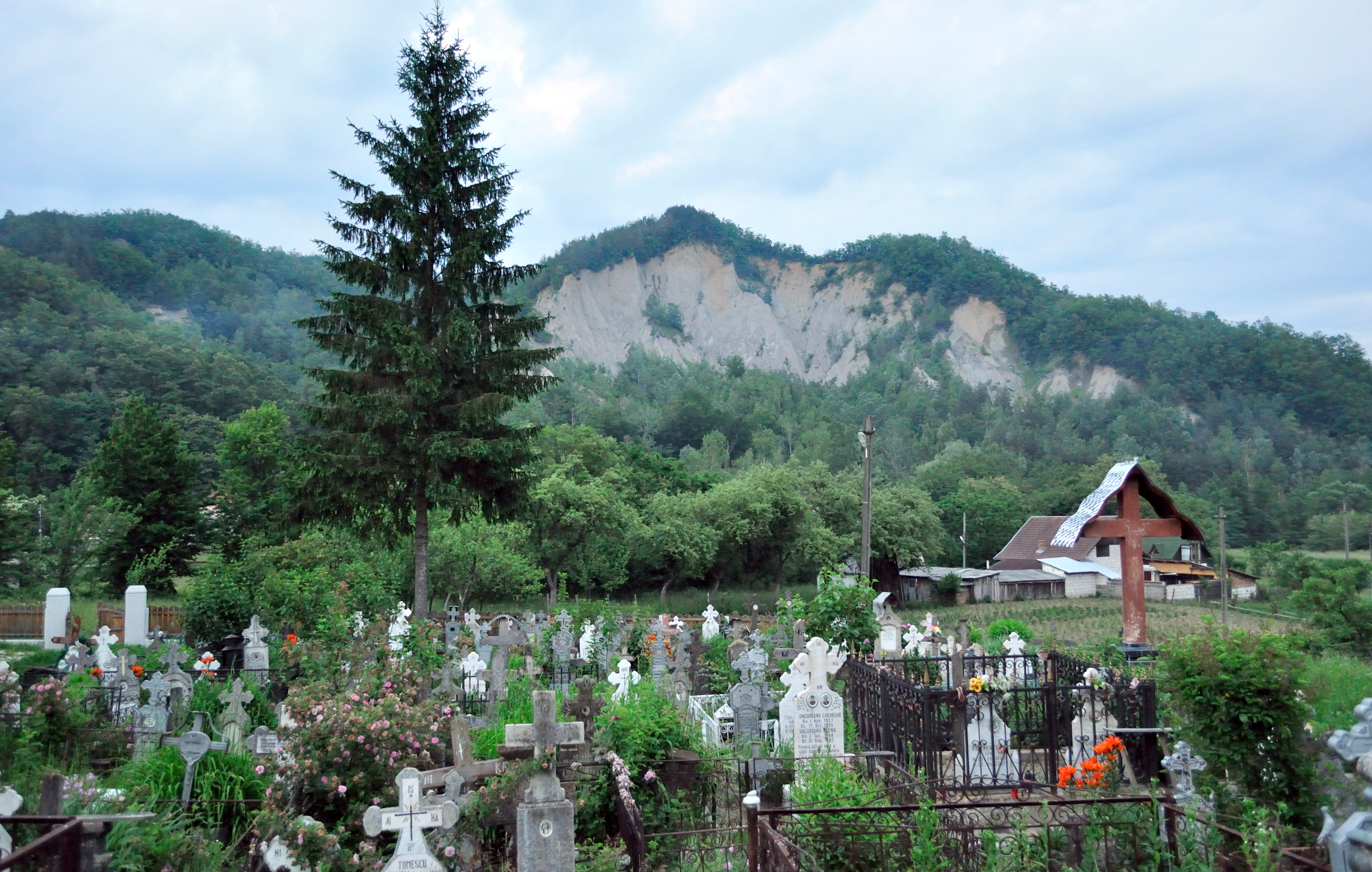
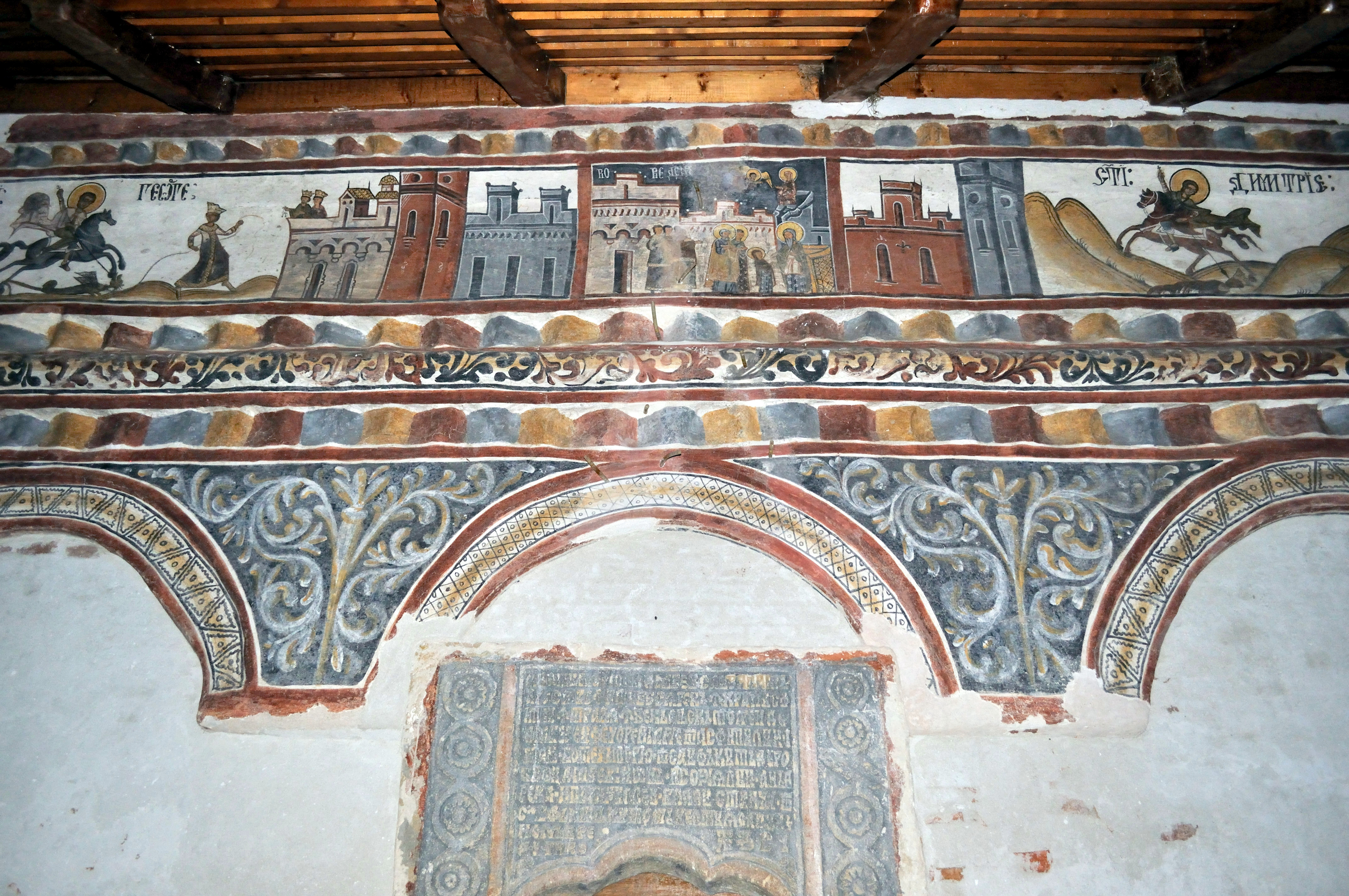
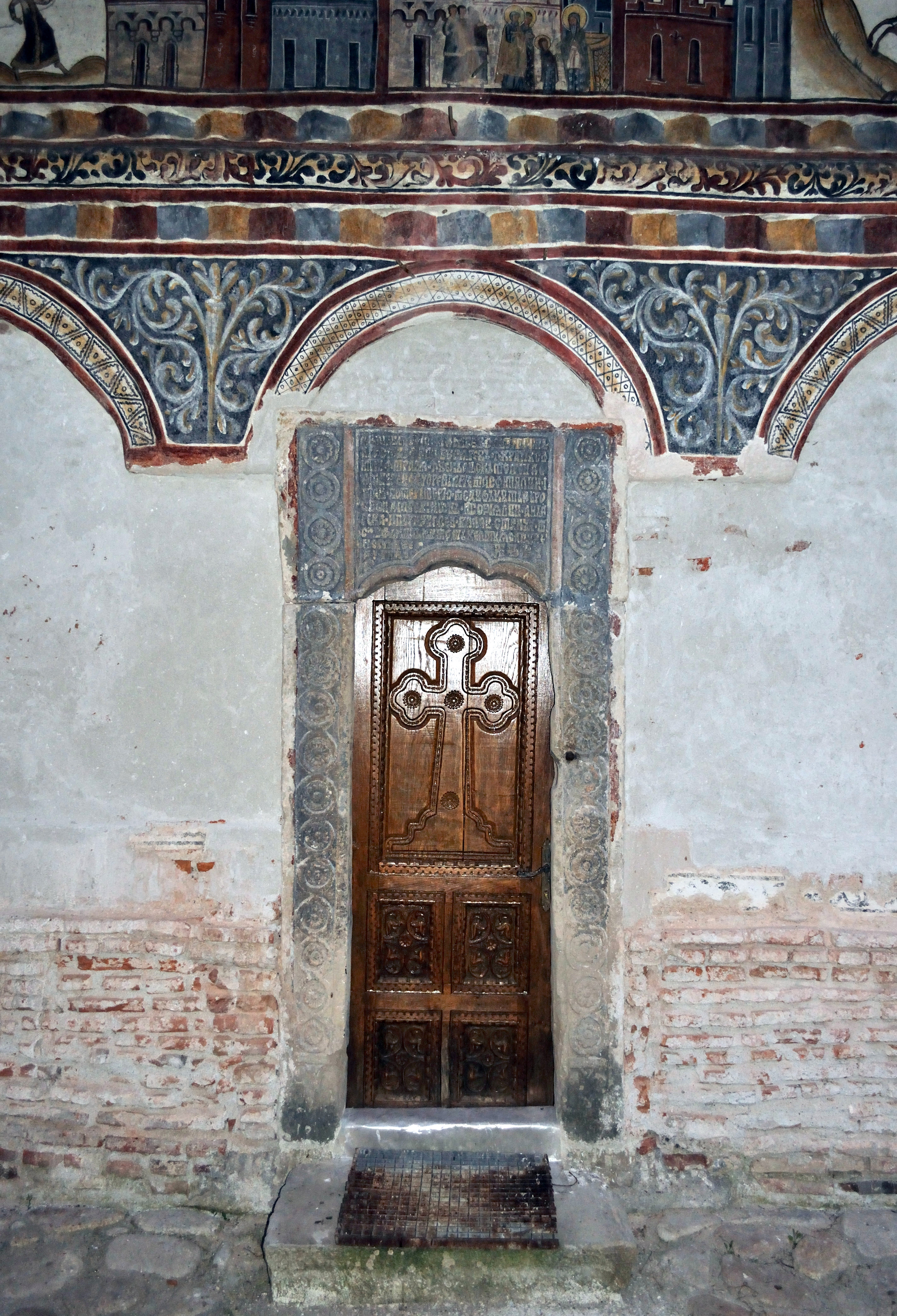
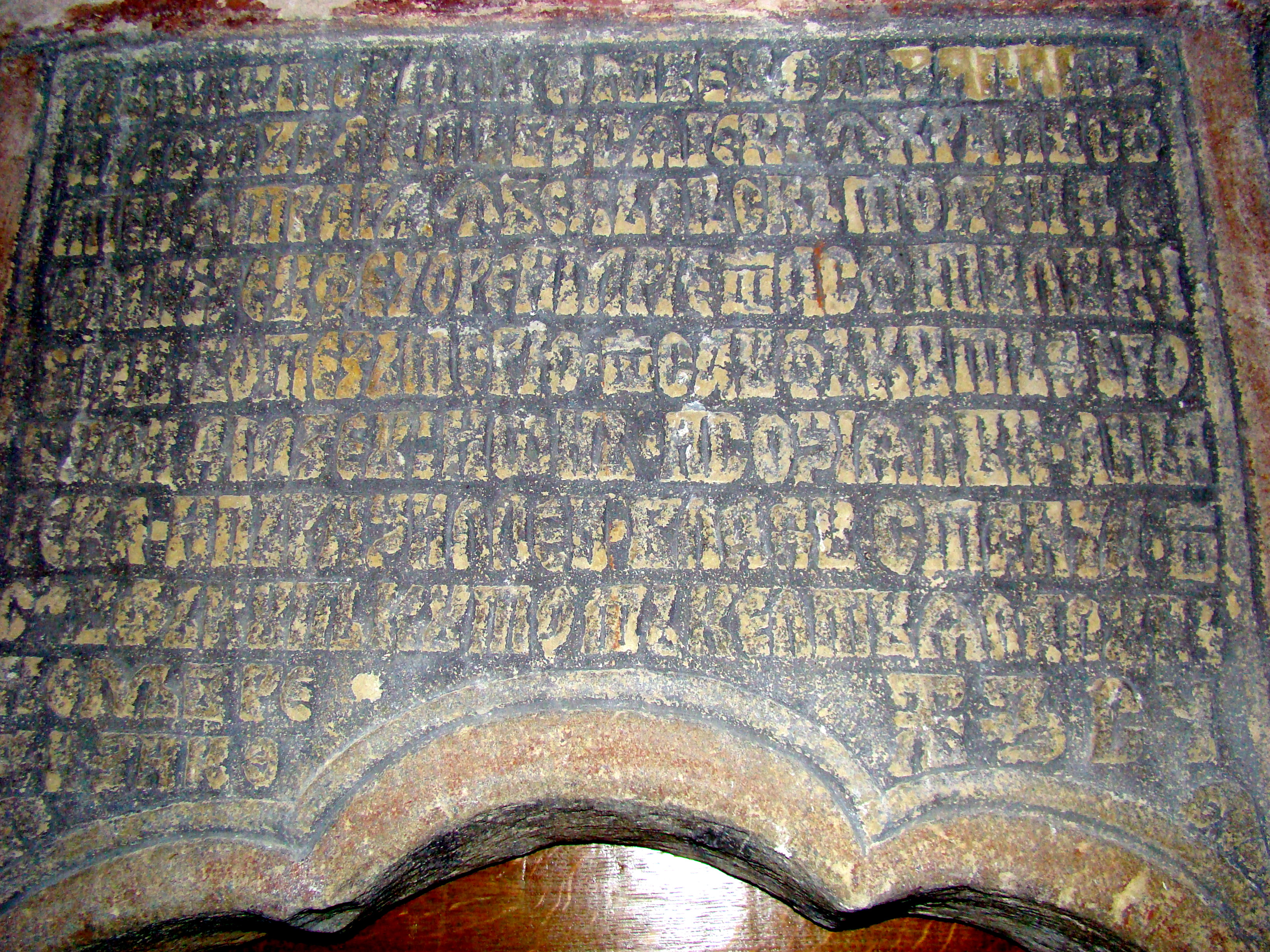
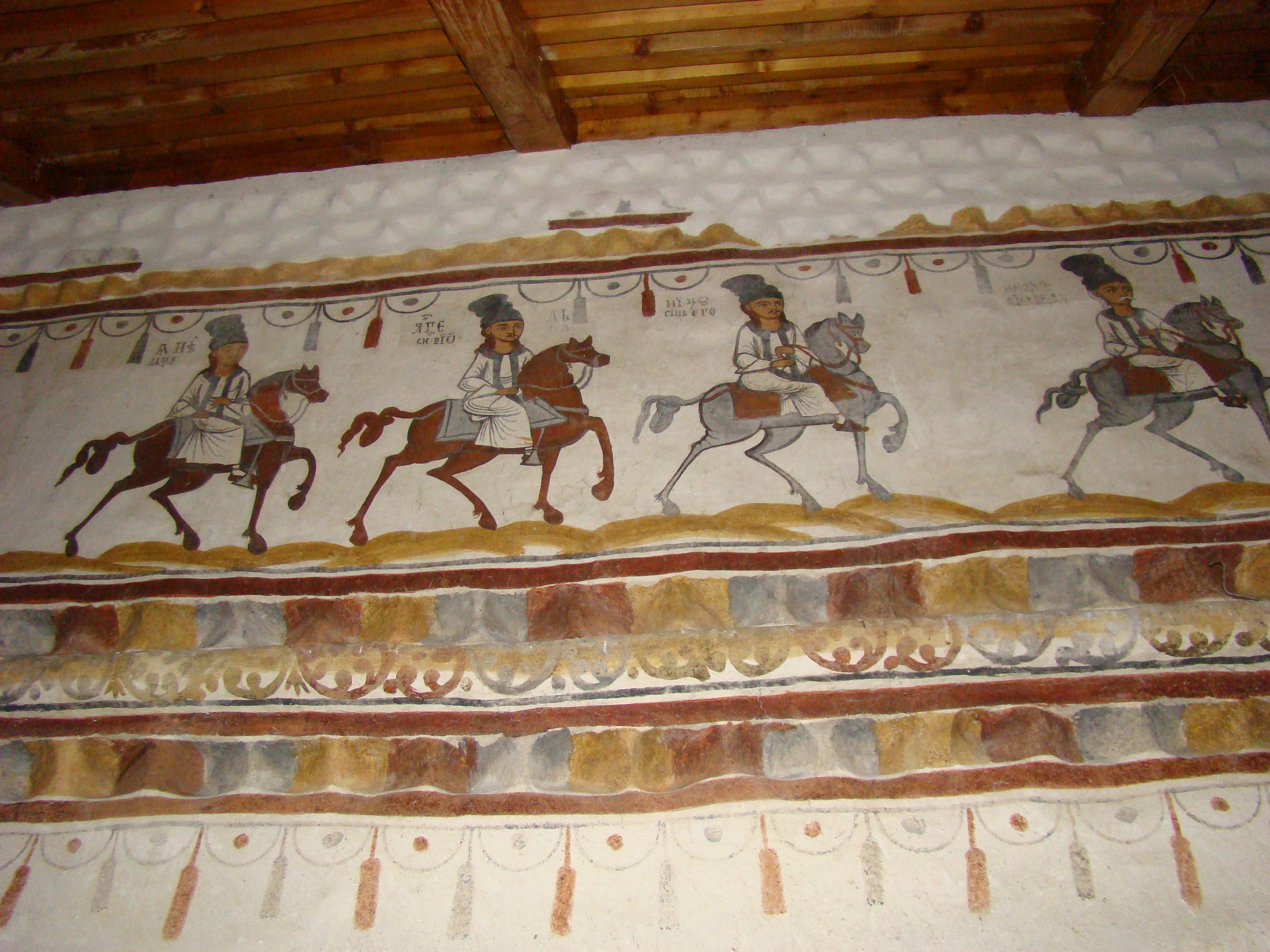
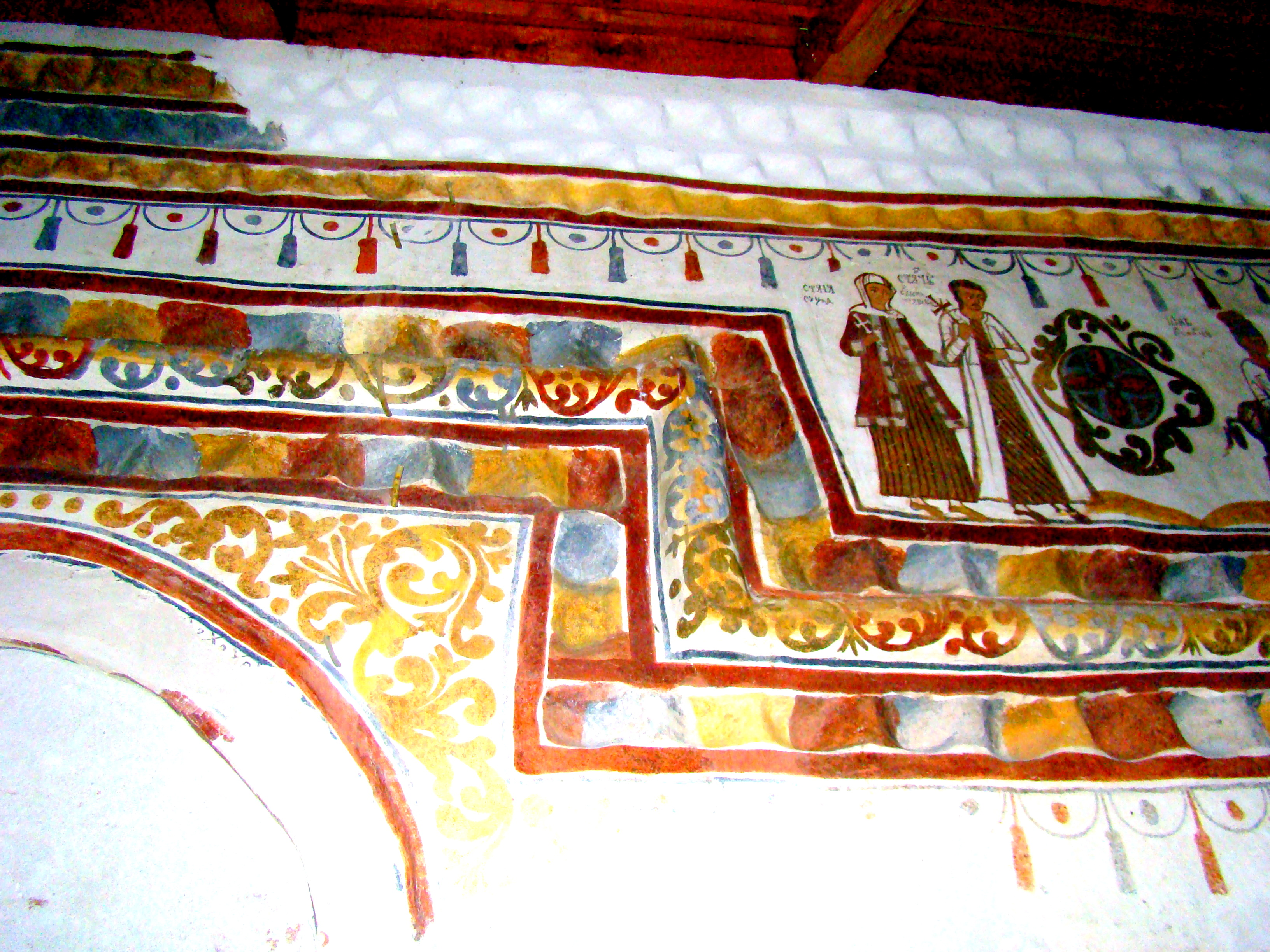
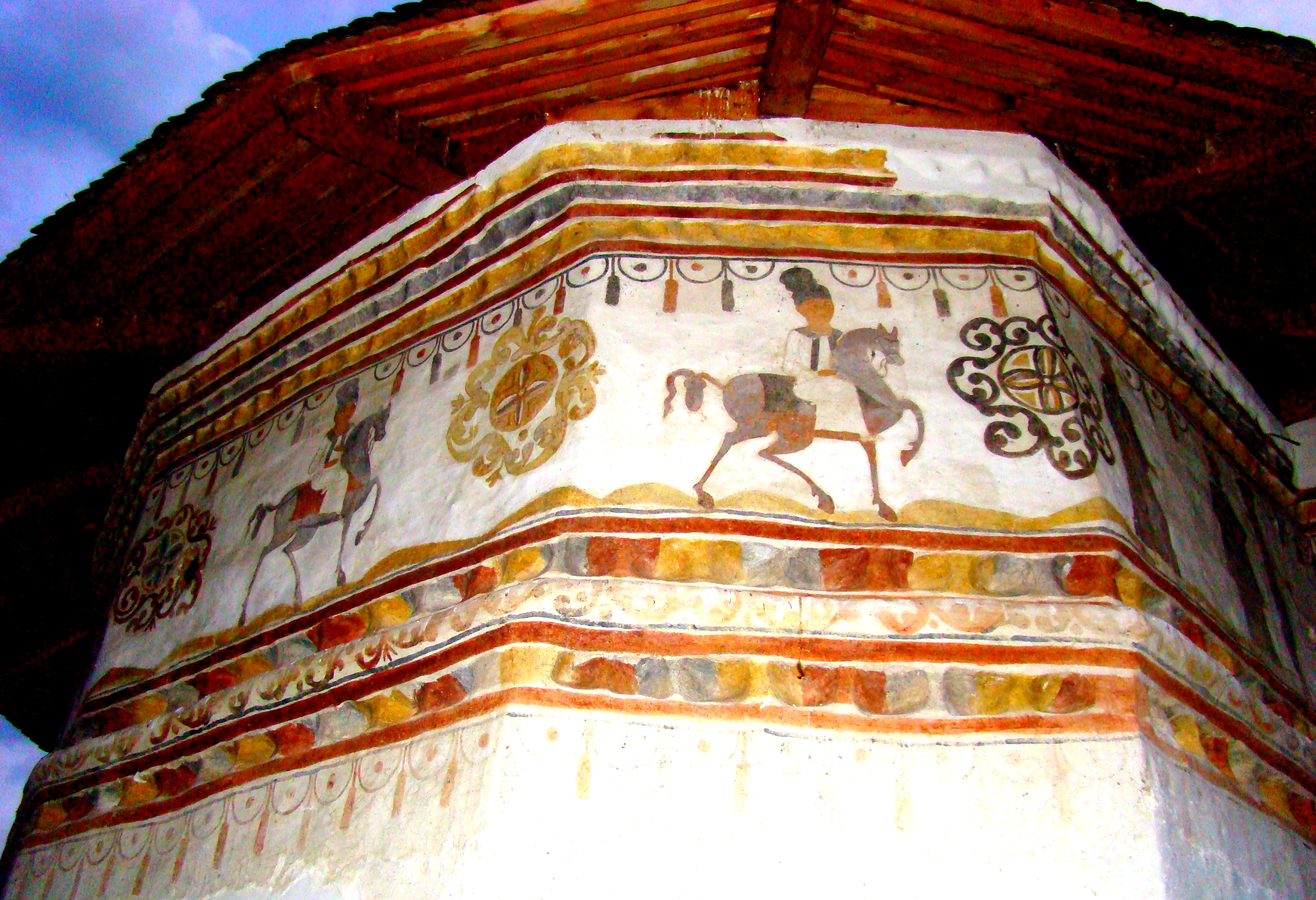
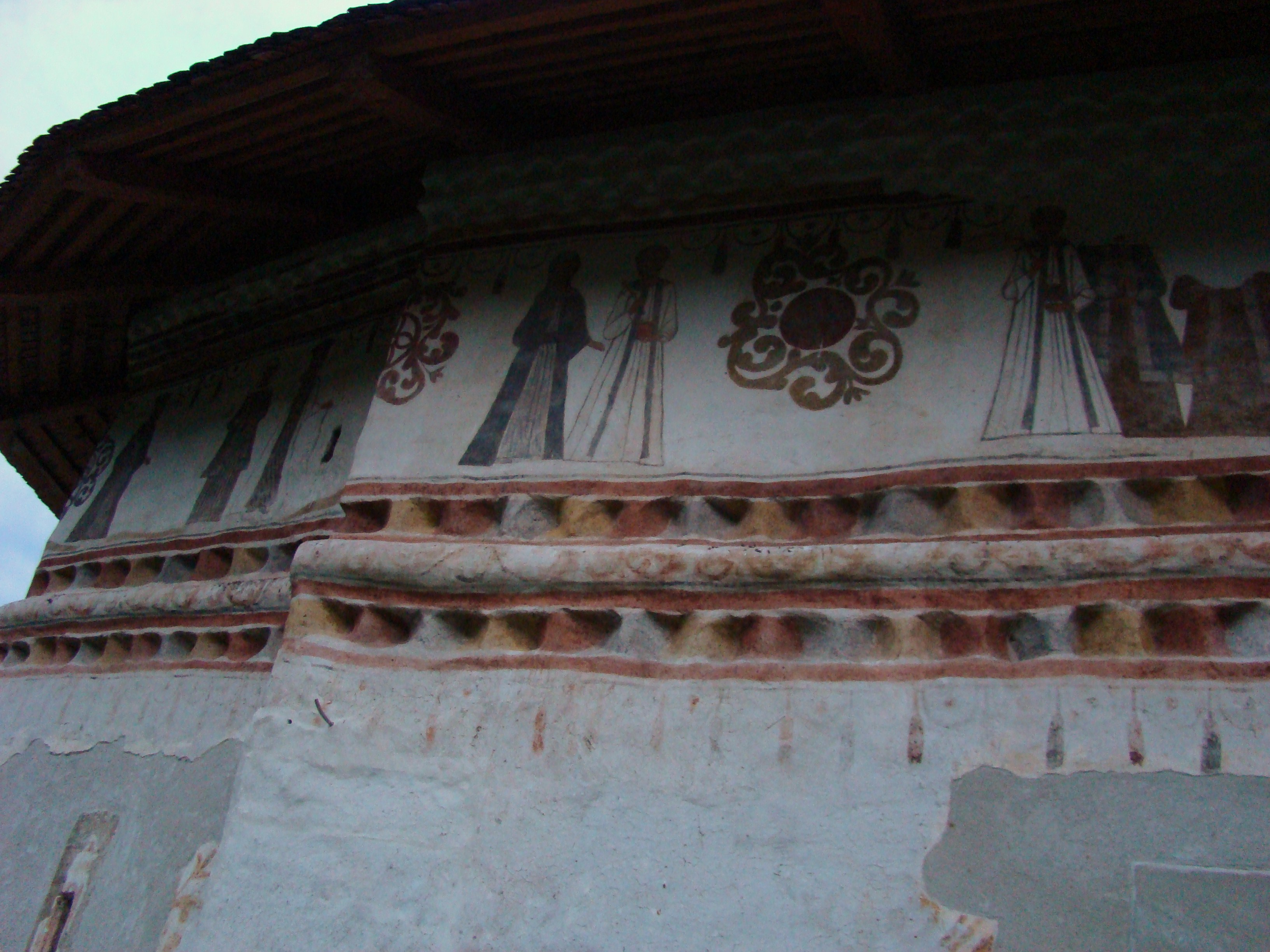
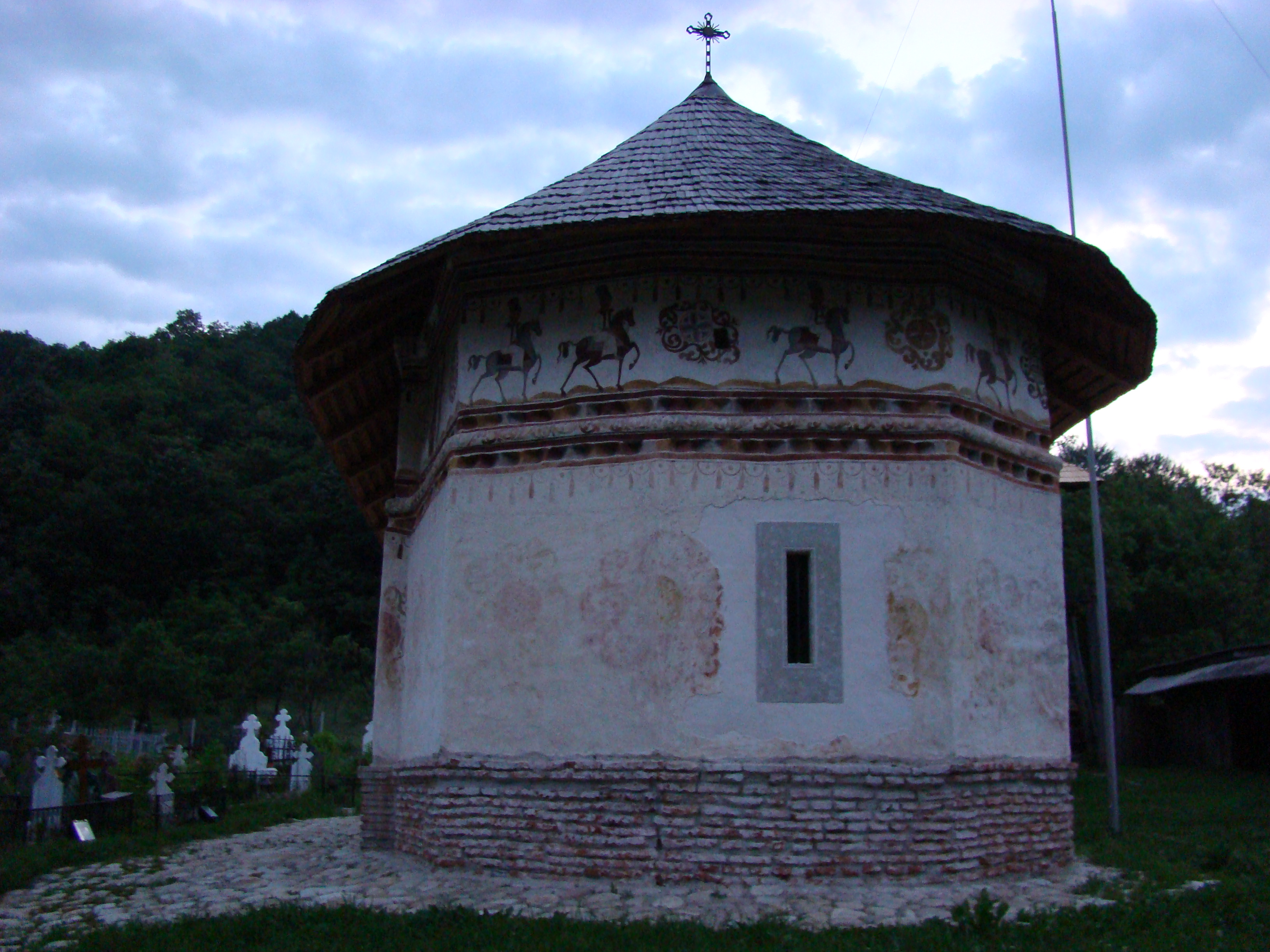
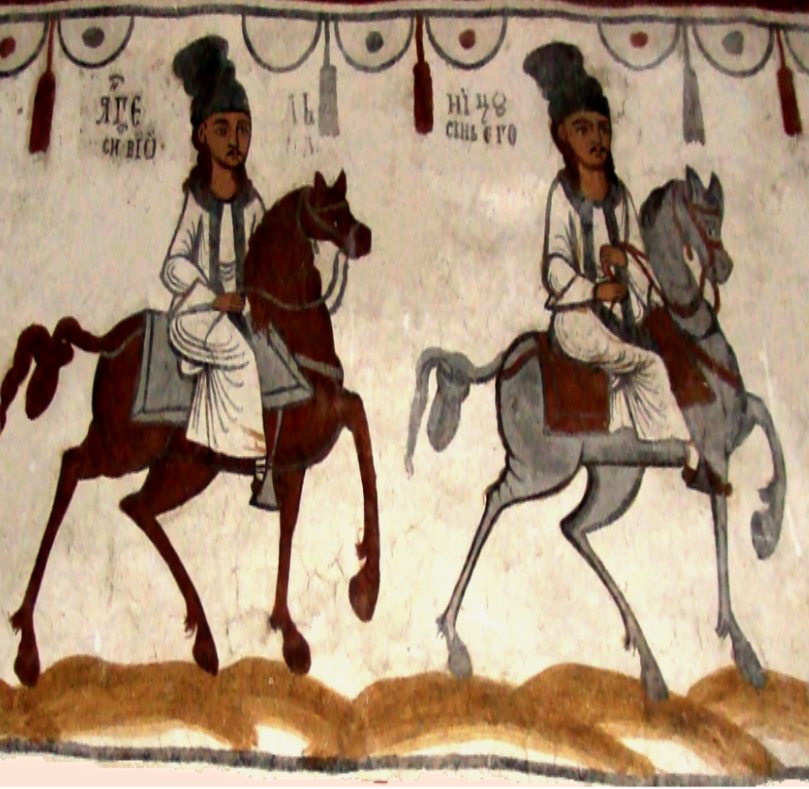
Potecași
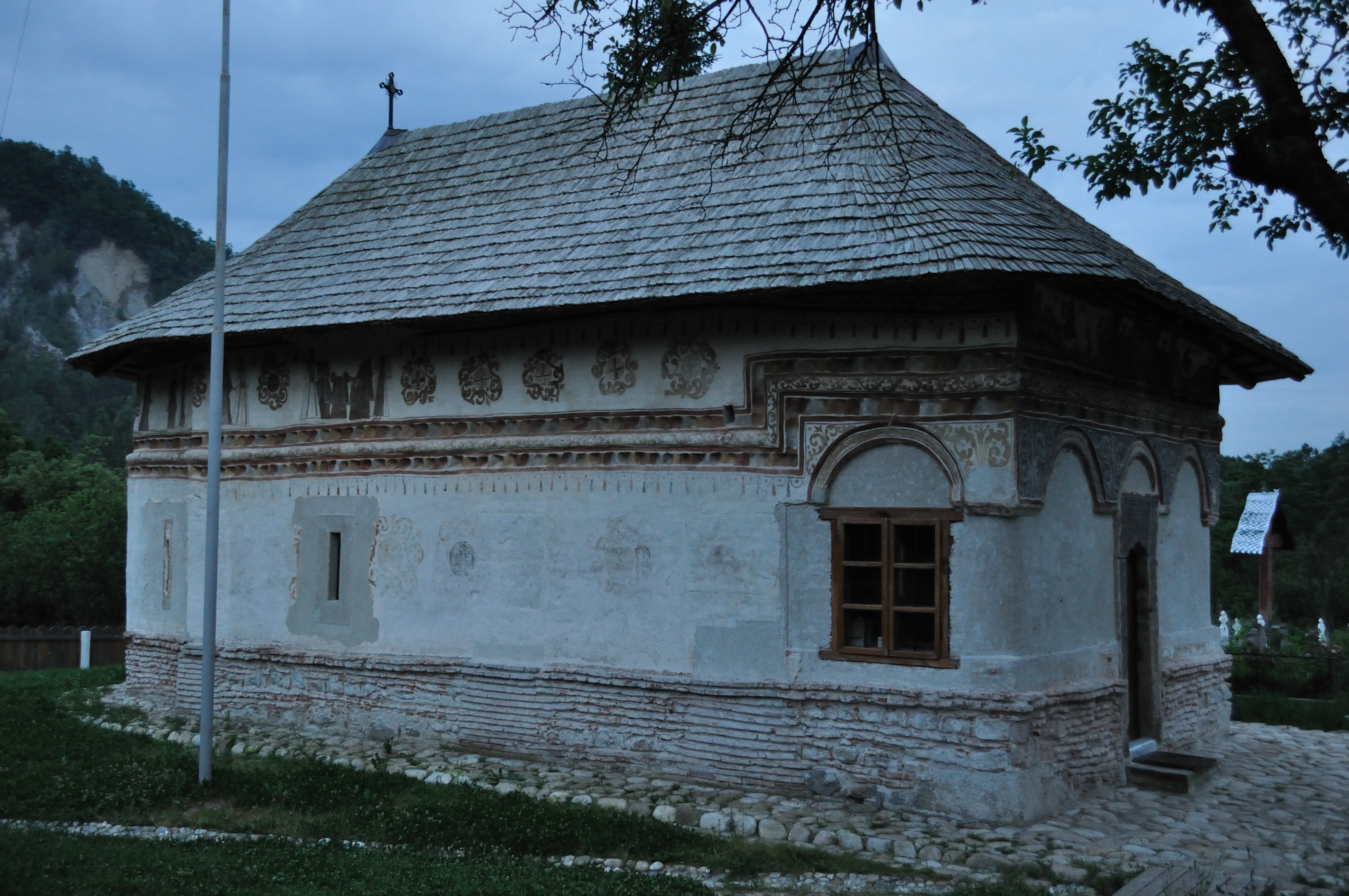
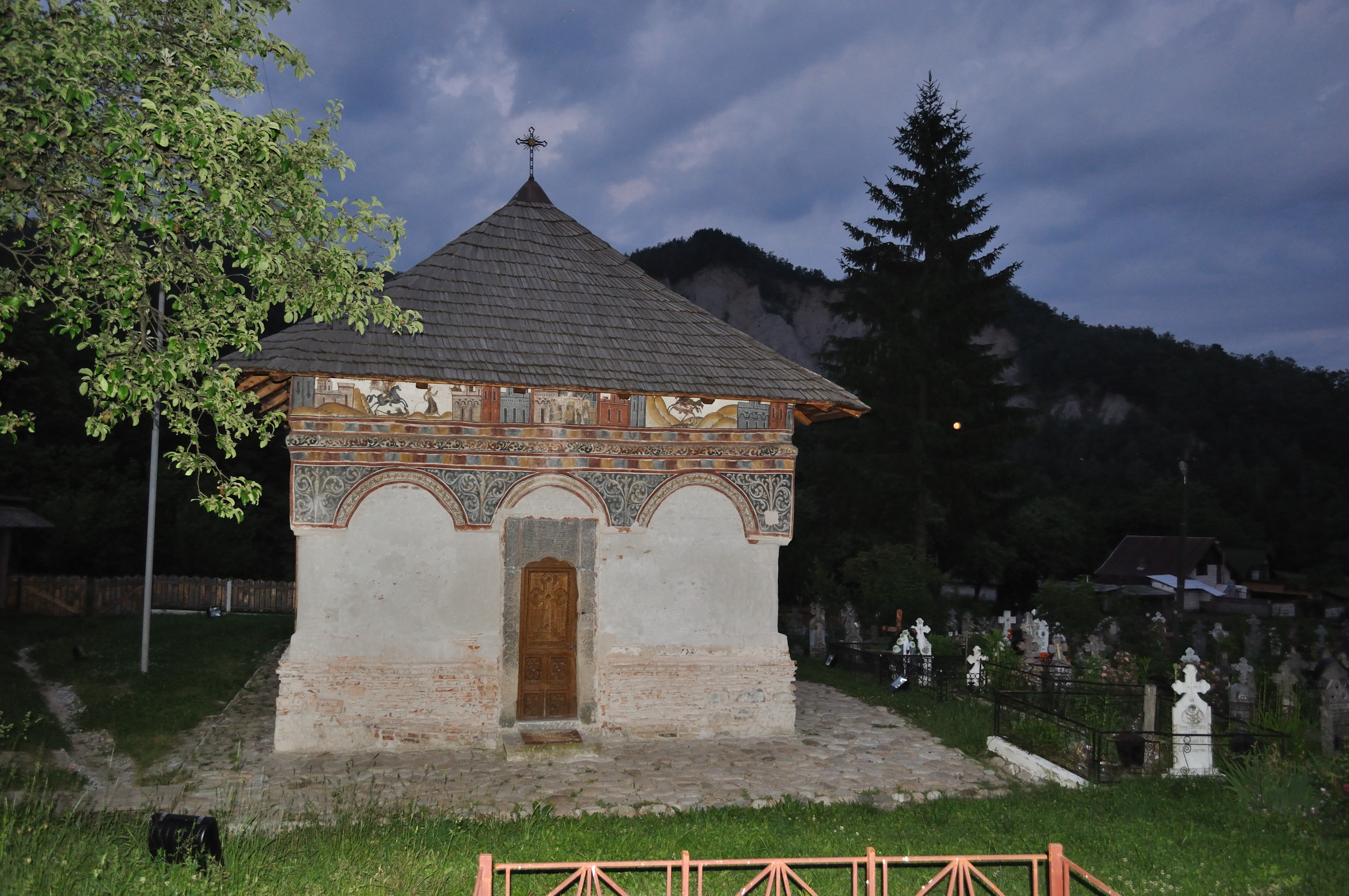